# Diaboléite
La diaboléite est un minéral de couleur bleue de formule Pb2CuCl2(OH)4. Elle a été découverte en Angleterre en 1923 et nommée diaboleite, du mot grec διά et boléite, signifiant « distincte de la boléite ».  Le minéral a depuis été trouvé dans un certain nombre de pays.

## Description

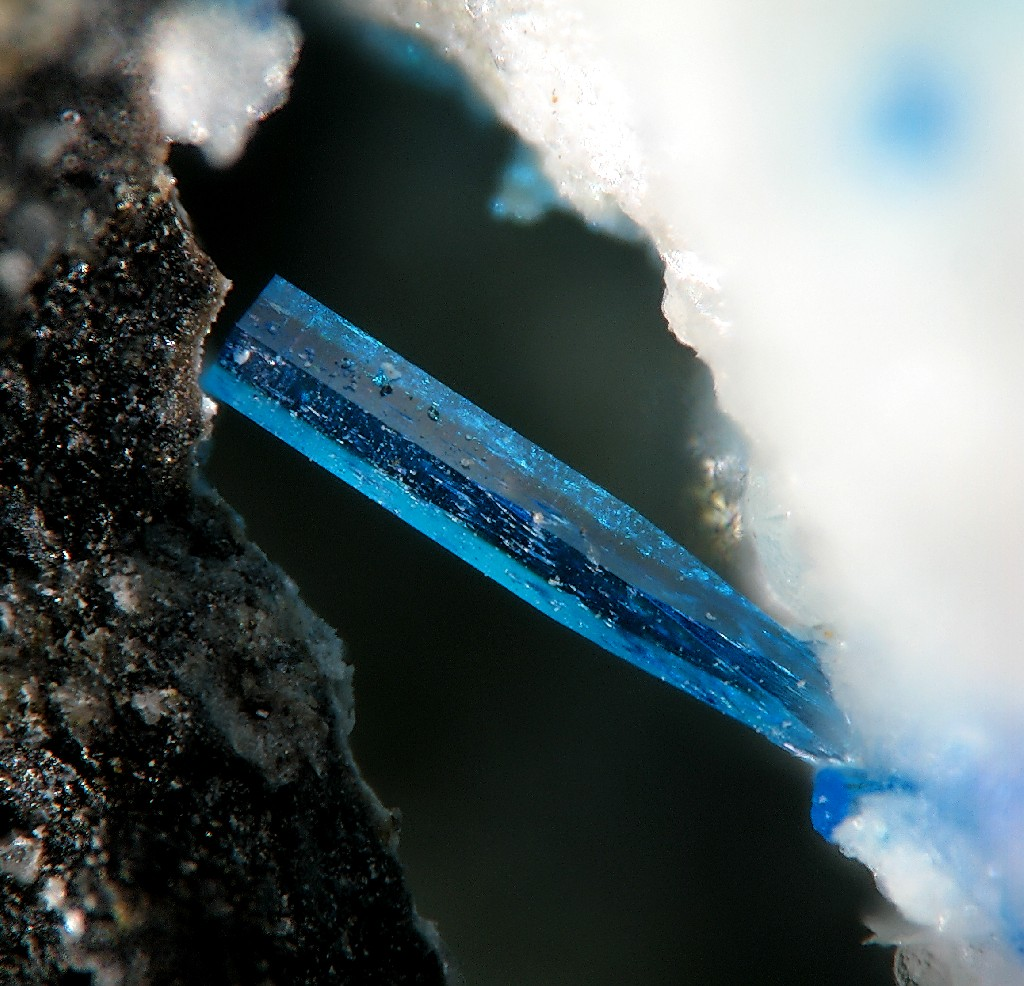
Cristal de diaboléite provenant d'une occurrence de scories dans le district de Lávrio, Attique, Grèce (taille : moins de 1 mm)

La diaboléite est un cristal de couleur bleu foncé et bleu pâle en lumière transmise. Elle se présente sous forme de cristaux tabulaires jusqu'à 2 cm en taille, sous forme d'agrégats subparallèles, ou sous son habitus massif. Les formes vicinales des cristaux tabulaires ont une section carrée ou octogonale et plus rarement présentent un hémièdre pyramidal. 

## Formation
Les gisements de diaboléite se trouvent les minerais d'oxyde de manganèse, comme minéral secondaire dans les minerais d'oxyde de plomb et de cuivre et dans les scories exposées à l'eau de mer en association avec l'atacamite, la boléite, la calédonite, la cérusite, la chloroxiphite, l'hydrocérusite, la leadhillite, la mendipite, la paratacamite, la phosgénite et la wherryite.
Pour une étude de 1986, des cristaux de diaboléite jusqu'à 0,18 mm en taille ont été synthétisés en utilisant deux méthodes différentes. L'étude a démontré que la diaboléite est une phase à basse température, stable dans des conditions hydrothermales à des températures inférieures à 170 °C. À des températures plus élevées, le premier minéral stable à se former est la cumengéite.

## Historique
En 1923, la diaboléite a été découverte dans la mine Higher Pitts dans les Collines de Mendip du Somerset, en Angleterre, et décrite par L. J. Spencer et E. D. Mountain.  L'étude de la boleite, un minéral similaire, laissait perplexe à l'époque et ce nouveau minéral n'a fait qu'aggraver la difficulté. Comme le matériel disponible était insuffisant pour une étude complète, Spencer et Mountain l'ont nommée diaboleite, [« distinct de la boleite »], par "désespoir". 
La diaboléite a été accepté par antériorité en tant que minéral valide par l'Association minéralogique internationale, l'IMA, tel qu'il a été décrit avant 1959 et doté du symbole Dbol. 

## Gisements
La diabolite a été découverte depuis en Australie, en Autriche, au Chili, en France, en Allemagne, en Grèce, en Iran, en Italie, en Russie, en Afrique du Sud, au Royaume-Uni et aux États-Unis. Le matériel de référence est conservé au Musée d'histoire naturelle de Londres et au Musée national d'histoire naturelle des États-unis à Washington.

## Lectures complémentaires
- (en) Mark A. Cooper et Frank C. Hawthorne, « Diaboleite, Pb2Cu(OH)4Cl2, a defect perovskite structure with stereoactive long-pair behavior of Pb (super 2+) », The Canadian Mineralogist, vol. 33, no 5,‎ octobre 1995, p. 1125–1129 (lire en ligne)
- (en) Charles Palache, « Diabloeite from Mammoth Mine, Tiger, Arizona », The American Mineralogist, Mineralogical Society of America, vol. 26, no 10,‎ octobre 1941, p. 605–612 (lire en ligne)